# Ферарело (Палермо)
Ферарело је насеље у Италији у округу Палермо, региону Сицилија.
Према процени из 2011. у насељу је живело 179 становника. Насеље се налази на надморској висини од 674 м.